# Монастырь и костёл кармелиток босых (Львов)
Костёл Сре́тения (кармели́ток босы́х) и монастырь — памятник архитектуры во Львове (Украина). Находится на улице Винниченко, 30. Костёл носил в разное время разные названия: кармелитов босых, Мадонны, Святого Духа, Сретения, Архиепископский, Семинарский. Основан был краковским каштеляном Якубом Собеский (отец короля) для ордена кармелитов босых.
Образцом для костёла послужила церковь Санта-Сузанна в Риме архитектора Карло Мадерна. Проект был разработан в 1642 году итальянским архитектором Джованни Баттиста Джизлени, строительство начато в 1644 и продолжалось до конца XVII века. Фасад украшен белокаменным декором, почти полностью повторяет барочные формы своего римского образца. В нишах первого яруса стоят декоративные вазы, на втором — скульптурные фигуры, выполненные А.Шванером. Костёл кармелиток имеет в плане чётко выраженную форму латинского креста. На пересечении нефа и трансепта поднимается небольшой купол, завершённый внешне сигнатуркой.
Костёл принадлежал ордену кармелиток босых до 1792 года. В конце XVIII века австрийская власть закрыла костёл и разместила в нём склад. Возвращен католической церкви в 1842 года по просьбе львовского архиепископа Франтишека Пиштека. Костёл был заново освящен в честь Матери Божией Громничой (Сретение Господне). В 1940 году часть монастыря была передана Львовском медицинском институту. Костёл и монастырь продолжали действовать до 1946 года, когда весь комплекс был передан военным. С 1976 года в здании размещался отдел метрологии и стандартизации. В 2000-х годах здание передано УГКЦ и получило название Сретенского храма. В 2009 года часовню при храме, передали в пользование Римско-католической церкви. Сейчас в храме проводятся богослужения восточного и западного обрядов.

## См также
- Храм Архангела Михаила